# Augusto Solari
Augusto Jorge Mateo Solari (Rosario, 3 de enero de 1992) es un futbolista argentino que juega como extremo derecho en Union de Santa Fe de la Liga Profesional de Fútbol. 
Es nieto del exfutbolista Jorge Solari y sobrino segundo de los también exfutbolistas Santiago Solari, Esteban Solari y David Solari.

## Trayectoria

### River Plate
Participó en la Copa Libertadores Sub-20 de 2012 con el combinado de esa categoría de River Plate, alternó buenas participaciones, y se consagró campeón de esa copa marcando el único gol de la final ante Defensor Sporting de Uruguay. De cara a la vuelta de River Plate a la Primera División el técnico Matías Almeyda decidió tenerlo en cuenta para la temporada.
Su debut en el primer equipo se produjo en la fecha 14 del Torneo Inicial 2012, en el triunfo 2-0 ante Unión (SF), ingresando a los 30 minutos del segundo tiempo en reemplazo de Carlos Luna.
Fue por primera vez titular, ya con Ramón Díaz como entrenador, frente a San Martín de San Juan, por la última fecha del Torneo Inicial 2012.
Augusto siguió formando parte del plantel de River durante los torneos Final 2013 e Inicial 2013.
Fue parte del plantel campeón del Torneo Final 2014, brindando su aporte en varios partidos, generalmente como primer recambio de Gabriel Mercado jugando como defensor lateral derecho, posición a la que pudo adaptarse sin problemas.
En 2015 disputó solo 15 partidos por el torneo local donde marcaría su primer gol oficial. También disputó un partido por Copa Argentina y uno por Copa Sudamericana. 
A fin de año finalizaría su vínculo con el club pero renueva hasta 2017 y es cedido a préstamo al Club Estudiantes de La Plata.

### Estudiantes de La Plata
Llega cedido por 12 meses buscando más continuidad futbolística, sin cargo y con opción de compra. Su primer gol se lo convirtió a Defensa y Justicia, también le marcó a Temperley.
Pasó a préstamo nuevamente tras la venta de Carlos Auzqui a River.

### Racing Club
En julio de 2017 se confirma su traspaso a otro equipo argentino, en este caso a Racing Club a cambio de 2 300 000 dólares por el 100% del pase, firmando un contrato por 4 años. Llegando así de River Plate, luego de su paso por Estudiantes de La Plata. El 31 de marzo de 2019, es el encargado de convertir el gol del campeonato en el empate 1-1 frente a Tigre, saliendo campeón con Racing luego de 5 años.

### Celta de Vigo
En 2021 a 6 meses de quedar libre llega a un acuerdo con el equipo español para afrontar la próxima temporada siendo así su final de ciclo en Racing Club. El 30 de abril de 2021 marcaría su primer gol con el Celta de Vigo ante el Levante, una semana después volvería a marcar ante el Villarreal para poner el 1-4 y poner una racha de 2 partidos marcando.

## Estadísticas

### Clubes
Actualizado hasta su último partido disputado el 15 de abril de 2025.
| Club                              | Div.          | Temporada     | Liga  | Liga  | Liga   | Copas nacionales | Copas nacionales | Copas nacionales | Torneos internacionales | Torneos internacionales | Torneos internacionales | Total | Total | Total  |
| Club                              | Div.          | Temporada     | Part. | Goles | Asist. | Part.            | Goles            | Asist.           | Part.                   | Goles                   | Asist.                  | Part. | Goles | Asist. |
| --------------------------------- | ------------- | ------------- | ----- | ----- | ------ | ---------------- | ---------------- | ---------------- | ----------------------- | ----------------------- | ----------------------- | ----- | ----- | ------ |
| C. A. River Plate Argentina       | 1.ª           | 2012-13       | 3     | 0     | 0      | 1                | 0                | 0                | ―                       | ―                       | ―                       | 4     | 0     | 0      |
| C. A. River Plate Argentina       | 1.ª           | 2013-14       | 8     | 0     | 0      | ―                | ―                | ―                | ―                       | ―                       | ―                       | 8     | 0     | 0      |
| C. A. River Plate Argentina       | 1.ª           | 2014          | 10    | 0     | 2      | 3                | 0                | 0                | 9                       | 0                       | 0                       | 22    | 0     | 2      |
| C. A. River Plate Argentina       | 1.ª           | 2015          | 15    | 1     | 2      | 1                | 0                | 0                | 1                       | 0                       | 0                       | 17    | 1     | 2      |
| C. A. River Plate Argentina       | Total club    | Total club    | 36    | 1     | 4      | 5                | 0                | 0                | 10                      | 0                       | 0                       | 51    | 1     | 4      |
| Estudiantes de La Plata Argentina | 1.ª           | 2016          | 17    | 2     | 5      | ―                | ―                | ―                | ―                       | ―                       | ―                       | 17    | 2     | 5      |
| Estudiantes de La Plata Argentina | 1.ª           | 2016-17       | 28    | 3     | 4      | 4                | 0                | 0                | 6                       | 1                       | 0                       | 38    | 4     | 4      |
| Estudiantes de La Plata Argentina | Total club    | Total club    | 45    | 5     | 9      | 4                | 0                | 0                | 6                       | 1                       | 0                       | 55    | 6     | 9      |
| Racing Club Argentina             | 1.ª           | 2017-18       | 18    | 2     | 7      | 3                | 0                | 0                | 8                       | 1                       | 0                       | 29    | 3     | 7      |
| Racing Club Argentina             | 1.ª           | 2018-19       | 20    | 5     | 3      | 4                | 0                | 0                | 3                       | 0                       | 0                       | 27    | 5     | 3      |
| Racing Club Argentina             | 1.ª           | 2019-20       | 4     | 1     | 0      | 1                | 0                | 0                | 1                       | 0                       | 0                       | 6     | 1     | 0      |
| Racing Club Argentina             | 1.ª           | 2020          | ―     | ―     | ―      | 6                | 1                | 0                | 4                       | 0                       | 0                       | 10    | 1     | 0      |
| Racing Club Argentina             | Total club    | Total club    | 42    | 8     | 10     | 14               | 1                | 0                | 16                      | 1                       | 0                       | 72    | 10    | 10     |
| R. C. Celta de Vigo · España      | 1.ª           | 2020-21       | 16    | 2     | 2      | ―                | ―                | ―                | ―                       | ―                       | ―                       | 16    | 2     | 2      |
| R. C. Celta de Vigo · España      | 1.ª           | 2021-22       | 26    | 0     | 0      | 1                | 1                | 0                | ―                       | ―                       | ―                       | 27    | 1     | 0      |
| R. C. Celta de Vigo · España      | 1.ª           | 2022-23       | 12    | 0     | 1      | ―                | ―                | ―                | ―                       | ―                       | ―                       | 12    | 0     | 1      |
| R. C. Celta de Vigo · España      | Total club    | Total club    | 54    | 2     | 3      | 1                | 1                | 0                | 0                       | 0                       | 0                       | 55    | 3     | 3      |
| Atlas F. C. · México              | 1.ª           | 2023-24       | 22    | 2     | 2      | ―                | ―                | ―                | ―                       | ―                       | ―                       | 22    | 2     | 2      |
| Atlas F. C. · México              | Total club    | Total club    | 22    | 2     | 2      | 0                | 0                | 0                | 0                       | 0                       | 0                       | 22    | 2     | 2      |
| C. A. Rosario Central Argentina   | 1.ª           | 2024          | 8     | 0     | 0      | ―                | ―                | ―                | 1                       | 0                       | 0                       | 9     | 0     | 0      |
| C. A. Rosario Central Argentina   | 1.ª           | 2025          | 6     | 0     | 0      | 0                | 0                | 0                | ―                       | ―                       | ―                       | 6     | 0     | 0      |
| C. A. Rosario Central Argentina   | Total club    | Total club    | 14    | 0     | 0      | 0                | 0                | 0                | 1                       | 0                       | 0                       | 15    | 0     | 0      |
| Total carrera                     | Total carrera | Total carrera | 213   | 19    | 28     | 24               | 2                | 0                | 33                      | 2                       | 0                       | 270   | 23    | 28     |
| 1. 2. 3.                          |               |               |       |       |        |                  |                  |                  |                         |                         |                         |       |       |        |

## Palmarés

### Títulos nacionales
| Título              | Club              | País      | Año      |
| ------------------- | ----------------- | --------- | -------- |
| Primera División    | C. A. River Plate | Argentina | F - 2014 |
| Copa Campeonato     | C. A. River Plate | Argentina | 2014     |
| Primera División    | Racing Club       | Argentina | 2018-19  |
| Trofeo de Campeones | Racing Club       | Argentina | 2019     |

### Títulos internacionales
| Título                   | Club                     | Sede         | Año  |
| ------------------------ | ------------------------ | ------------ | ---- |
| Copa Libertadores Sub-20 | C. A. River Plate sub-20 | Lima         | 2012 |
| Copa Sudamericana        | C. A. River Plate        | Buenos Aires | 2014 |
| Recopa Sudamericana      | C. A. River Plate        | Buenos Aires | 2015 |
| Copa Libertadores        | C. A. River Plate        | Buenos Aires | 2015 |
| Copa Suruga Bank         | C. A. River Plate        | Suita        | 2015 |